# Hestrie Cloete
Hestrie Cloete (dekliški priimek Storbeck), južnoafriška atletinja, * 26. avgust 1978, Germiston, Republika Južna Afrika.
Nastopila je na poletnih olimpijskih igrah v letih 2000 in 2004, obakrat je osvojila naslov olimpijske podprvakinje v skoku v višino. Na svetovnih prvenstvih je osvojila zaporedna naslova prvakinje v letih 2001 in 2003, na afriških prvenstvih pa tri naslove prvakinje.